# Dschabal as-Silsila
Dschabal as-Silsila (auch Gebel es-Silsileh, arabisch جبل السلسلة Dschabal as-Silsila, DMG Ǧabal as-Silsila ‚der Kettenberg‘) ist der bedeutendste Sandstein-Steinbruch Ägyptens und eine archäologische Stätte auf beiden Ufern des Nils im oberägyptischen Gouvernement Aswan. Der Steinbruch liegt etwa 145 beziehungsweise 40 Kilometer südlich von Luxor und Edfu und 20 beziehungsweise 65 Kilometer nördlich von Kom Ombo und Assuan. Der Nil schnürt sich hier auf eine Breite von weniger als 400 Meter ein, überragt von den anstehenden Sandsteinfelsen. Im alten Ägypten hieß der Ort Cheny (H̱njj) oder Chenu (H̱nw), deutsch „Ruderort“.

## Beschreibung

### Sandsteinqualität
Der Sandstein lässt sich in diesem Steinbruch leicht und in großen Mengen abbauen. Die Steinqualität ist sehr gut, noch bis zu 40 Meter hoch anstehende Wände zeigen an, dass es in diesen Lagen kaum Störungen gegeben hat.
Die Zusammensetzung des Sandsteins ist aber nicht einheitlich. Der Sandstein auf der Ostseite ist hauptsächlich mit Quarz gebunden, Feldspat kommt kaum vor. Für die Bindung des Sandsteins auf dem Westufer ist im stärkeren Maße Karbonatzement verantwortlich. Auf beiden Seiten gibt es hellere und dunklere Varietäten, die von unterschiedlichen Anteilen an bräunlichem Limonit (Brauneisenerz, Eisenhydroxid) beziehungsweise Eisenkarbonat herrühren.

### Monumente

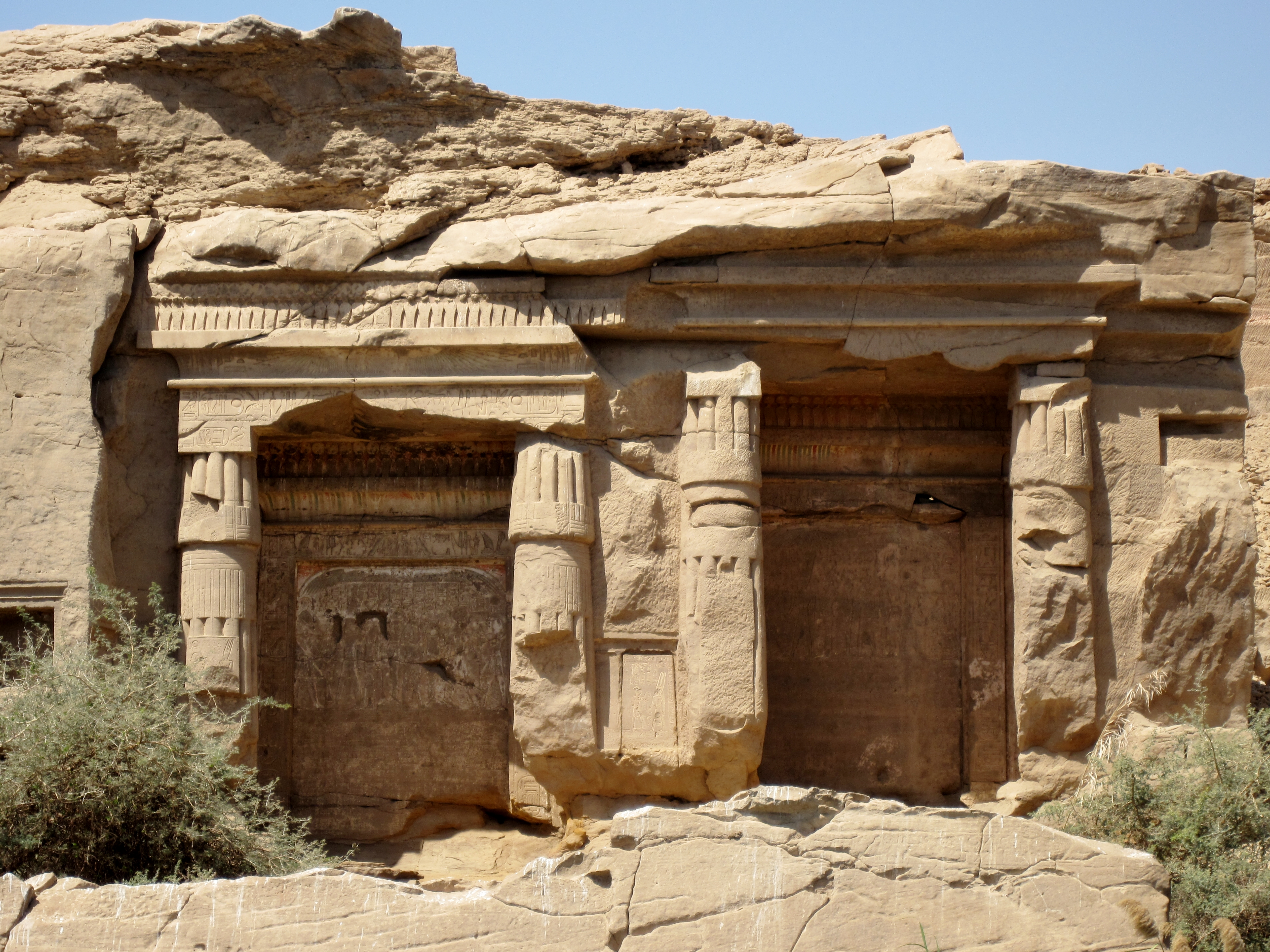
Dem Nilgott Hapi geweihte Felsstelen, angelegt unter Ramses II. und Merenptah

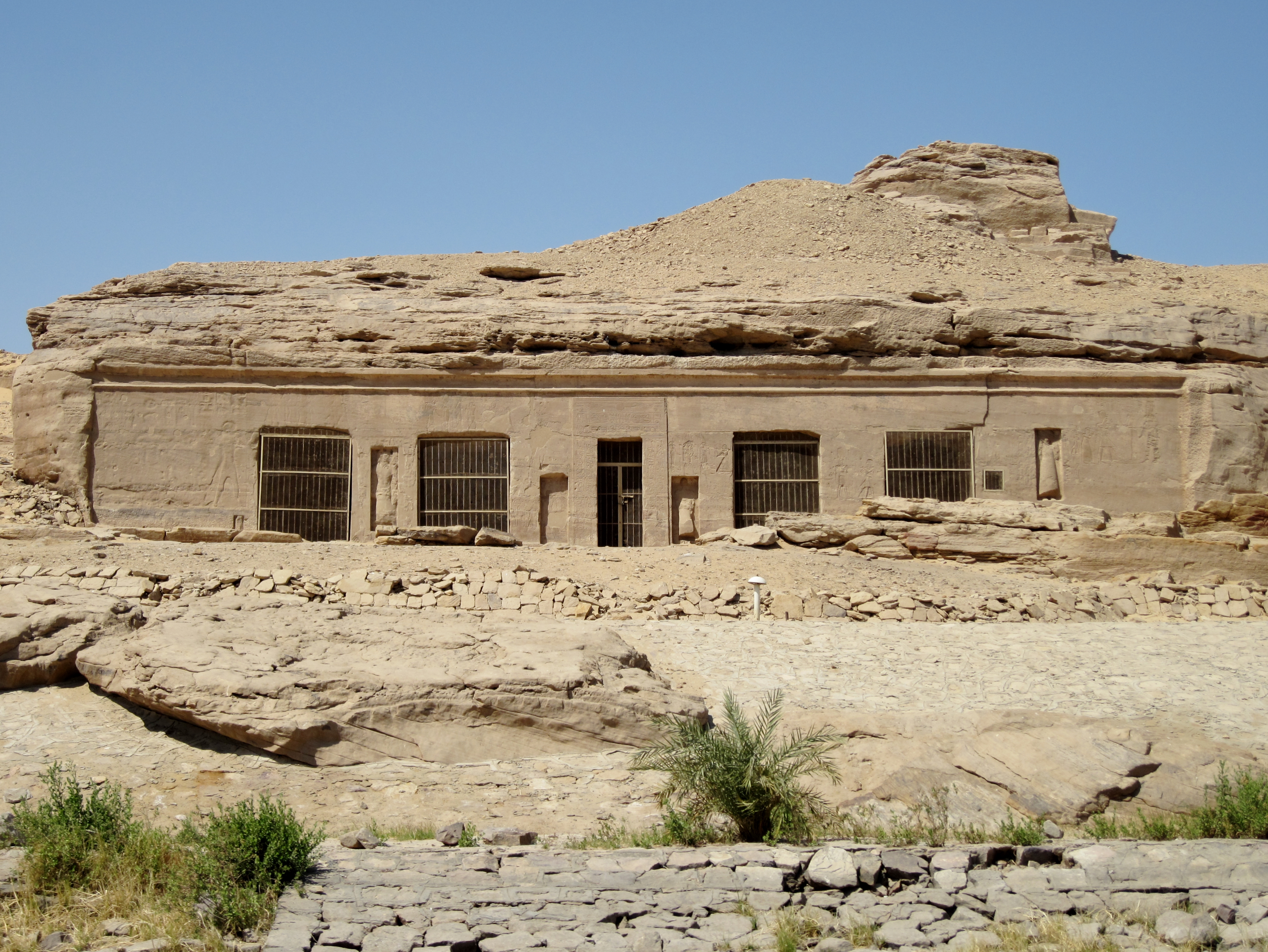
Amun, Mut, Chons, Sobek, Taweret und Thot geweihtes Speos des Haremhab

Zu den Monumenten auf dem Westufer gehören der Schrein des Königs Haremhab, der Speos (Felsentempel) des Haremhab (geweiht für Amun, Mut, Chons, Sobek, Taweret (Thoeris), Thot und dem Pharao Haremhab selbst), Felsstelen von Sethos I., Ramses II. und Merenptah sowie Ramses V., Scheschonq I. und Ramses III. Weiterhin 28 Felskapellen aus dem Neuen Reich (18. Dynastie), die als Kenotaphe (Stellvertretergräber) hoher Beamter, unter anderem des Verwalters Senenmut, des Hohepriesters des Amun Hapuseneb, des Wesirs User und der Kanzler Min und Sennefer, dienten, sowie ausgedehnte Steinbrüche aus dem Neuen Reich und aus griechisch-römischer Zeit.
Zu den Monumenten auf dem Ostufer gehören unfertige Skulpturen wie Sandsteinsphingen, der Kiosk Amenophis III. im Norden des Steinbruchs, südwestlich vom Kiosk das Hafenbecken, das in Zeiten des Nilhochwassers genutzt wurde, sowie Galeriesteinbrüche, Nilstandsmarken und mehrere Felszeichnungen aus verschiedenen Zeiten, die aber nur teilweise veröffentlicht wurden.

## Geschichte
Graffiti an den Sandsteinfelsen zu beiden Seiten des Nils und ein prädynastischer Friedhof auf dem Ostufer belegen die Besiedelung seit prähistorischer Zeit. Zeugnisse aus dem Alten Reich gibt es kaum. Das Gelände wurde zu allen Zeiten bis in heutiger Zeit als Steinbruch eingesetzt, der intensive Abbau setzt seit dem Mittleren und Neuen Reich ein.
Ursache ist die seit dem Mittleren Reich einsetzende Technologieänderung beim Tempelbau, als anstelle Lehmziegelbauten mit Kalksteinverkleidung Sandsteinbauten errichtet wurden. Vom Tempel auf Philae abgesehen, stammt das Baumaterial aller Tempel in Oberägypten aus diesem Steinbruch. Hierzu gehören sowohl die thebanischen Totentempel seit Mentuhotep II. als auch die Tempelbauten von Dendera, Karnak (einschließlich der Bauten Echnatons), Luxor, Edfu, Kom Ombo und Esna.

### Arbeitersiedlung
Die altägyptische Siedlung der Bergbauarbeiter befand sich auf dem Ostufer. Aus „archäologischer Sicht“ ist nur wenig davon bekannt. Die bedeutendsten Monumente befinden sich auf dem Westufer. Wer dagegen die Bergbau- und Transporttechnologien ergründen will, sollte sich auf die Ostseite begeben.

### Forschungsgeschichte
Die archäologische Stätte ist zwar mindestens seit der napoleonischen Expedition bekannt, eine vollständige Beschreibung gibt es aber, von einem Reiseführer (Weigall, 1910) abgesehen, bis heute nicht. Eine wohl vollständige Erkundung der Stätte erfolgte unter Leitung von Ricardo Augusto Caminos, deren Publikation aber durch den Tod des Grabungsleiters unvollendet blieb. Andrea-Christina Thiem veröffentlichte 2000 eine vollständige Beschreibung des Tempels von Haremhab.
Project Gebel el Silsila: Die gesamte Stätte von Dschabal as-Silsila mit einer Fläche von etwa 20 Quadratkilometern befindet sich in einem mehrjährigen epigraphischen Vermessungsprojekt, das von der Archäologin Maria Nilsson unter der Schirmherrschaft der Universität Lund und dem stellvertretenden Direktor John Ward geleitet wird. Sie konnten anhand von Ritzzeichnungen ablasskranartige Vorrichtungen identifizieren, die zum Herablassen von Obelisken mittels Seilen dienten.